# Trimetozin
A trimetozin (Trioxazine) anxiolitikus gyógyszer.
Javallatok: neurózis, neuropátiás tünetek (pavor nocturnus, tikk, beszédzavar). Premenstruumban jelentkező feszültség. Alkoholelvonási tünetek. Külvilági emocionális tényezőkön alapuló izgalmi állapot (lámpaláz, műtétek előtti félelem stb.).
Mellékhatások: szájszárazság, gyengeség, aluszékonyság, fáradtságérzés.

## Fordítás
Ez a szócikk részben vagy egészben  a   Trimetozine című angol Wikipédia-szócikk fordításán alapul.  Az eredeti cikk szerkesztőit annak laptörténete sorolja fel. Ez a jelzés csupán a megfogalmazás eredetét és a szerzői jogokat jelzi, nem szolgál a cikkben szereplő információk forrásmegjelöléseként.